# Charles Smith
Charles Smith (Londres, 1786 - Londres, 1856) fou un compositor anglès.
Destacà especialment com a autor de cançons i balades, algunes de les quals aconseguiren gran popularitat. també va compondre algunes obres dramàtiques que es representaren amb èxit, com les titulades Yes or no, The Tourist's Friend i Anything new?.
Obres destacades
- Yes or no, The Tourist's Friend
- Anything new (1812)